# Fozières
 Fozières  es una población y comuna francesa, situada en la región de Occitania, departamento de Hérault, en el distrito de Lodève y cantón de Lodève.

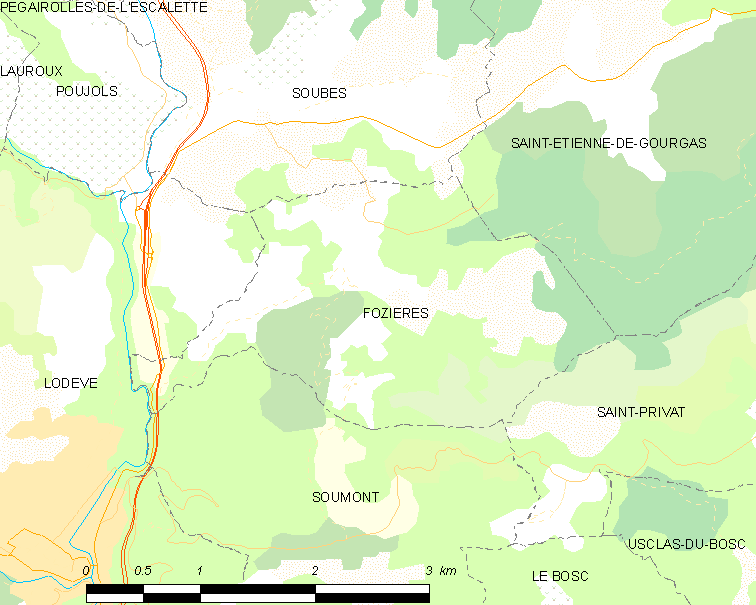
Mapa

## Demografía
| 83 | 65 | 88 | 119 | 137 | 166 | 173 |
| Para los censos de 1962 a 1999 la población legal corresponde a la población sin duplicidades (Fuente: INSEE [Consultar]) |    |    |     |     |     |     |